# チェッレート・ランゲ
チェッレート・ランゲ（伊: Cerretto Langhe）は、イタリア共和国ピエモンテ州クーネオ県にある、人口約400人の基礎自治体（コムーネ）。

## 地理

### 位置・広がり

#### 隣接コムーネ
隣接するコムーネは以下の通り。括弧内のSVはサヴォーナ県所属を示す。
- アルバレット・デッラ・トッレ
- アルグエッロ
- クラヴァンツァーナ
- フェイゾーリオ
- ロッディーノ
- セッラヴァッレ・ランゲ
- シーニオ

## 行政

### 分離集落
チェッレート・ランゲには、以下の分離集落（フラツィオーネ）がある。
- Cavallotti, Cerretta, Pedaggera